# Acanthocladus dukei
Acanthocladus dukei es una especie de Magnoliopsida del género Acanthocladus, de la familia Polygalaceae, del orden Fabales.

## Distribución
Acanthocladus dukei se distribuye por Panamá.

## Taxonomía
Fue descrita científicamente por (Barringer) Pastore, J. F. B., & Cardoso, D. B. O. S.  Fue publicado por primera vez en Novon 20(3): 321. en el 2010